# فینیکس (فیلم ۲۰۰۶)
«فینیکس» (انگلیسی: Phoenix) یک فیلم است به کارگردانی Michael Akers که در سال ۲۰۰۶ منتشر شد.